# Lipman Bers
Lipman Bers (genannt Lipa Bers; * 22. Mai 1914 in Riga; † 29. Oktober 1993 in New Rochelle in New York) war ein in Lettland geborener US-amerikanischer Mathematiker, der sich vor allem mit Funktionentheorie, Differentialgeometrie und partiellen Differentialgleichungen beschäftigte.

## Leben und Werk
Bers wurde in eine Familie säkularer jüdischer Schullehrer geboren (sein Vater leitete das jiddischsprachige Gymnasium, seine Mutter eine jiddischsprachige Grundschule). Er erlebte in seiner Kindheit in Riga (damals zu Russland gehörig) und St. Petersburg, wohin die Familie übersiedelte, die Umwälzungen der russischen Revolution. 1918 waren sie wieder in Riga und teilweise in Berlin, wo seine Mutter sich in Psychoanalyse schulen ließ. Bers studierte zunächst Mathematik in Zürich und dann in Riga, musste aber als aktiver Sozialdemokrat vor einer drohenden Verhaftung das Land verlassen (Lettland wurde nach einem Staatsstreich 1934 diktatorisch regiert). Er ging mit seiner alten Schulkameradin Mary Kagan 1938 nach Prag, wo beide heirateten. 1938 promovierte er an der Karls-Universität Prag bei Karl Löwner über ein potentialtheoretisches Thema. Bei Einmarsch der deutschen Truppen konnte er über Paris und das unbesetzte Frankreich 1940 in die USA emigrieren, wo schon seine Mutter war. 1942 erhielt er einen Assistentenposten an der Brown University, wo er sich (wie sein ehemaliger Lehrer Löwner) mit kriegswichtigen aerodynamischen Rechnungen beschäftigte. 1945 bis 1949 war er (ebenso wie Löwner) an der Syracuse University, zunächst als Assistenzprofessor und dann als „Associate Professor“. Hier konnte er seine Untersuchungen über Aerodynamik zu Kriegszeiten auf die Untersuchung der Singularitäten von partiellen Differentialgleichungen anwenden, die Minimalflächen beschreiben. 1949 bis 1951 war er am Institute for Advanced Study in Princeton, wo er Lars Ahlfors traf und seine Beschäftigung mit Klein´schen Gruppen, Teichmüllertheorie und quasikonformen Abbildungen begann, die künftig sein Hauptarbeitsgebiet werden sollten. Er war mit Ahlfors wesentlich daran beteiligt, für die Theorie von Oswald Teichmüller über die Modulräume kompakter Riemannscher Flächen, die von diesem mehr intuitiv entwickelt wurde, strenge Beweise zu liefern. Außerdem entwickelte er die Theorie pseudoanalytischer Funktionen (Buch „Theory of pseudoanalytic functions“ 1953) – wo Lösungen linearer elliptischer partieller Differentialgleichungen zweiter Ordnung betrachtet werden in Analogie zu analytischen Funktionen als Lösungen der Laplacegleichung. 1951 wurde er Professor am „Courant Institute of Mathematical Sciences of New York University“. 1964 ging er an die Columbia University, wo er bis zu seiner Emeritierung 1984 blieb (ab 1972 „Davies Professor of Mathematics“). 1968 war er Gastprofessor in Berkeley.
1959/60 war Bers Guggenheim und Fulbright Fellow. Er war Mitglied der American Academy of Arts and Sciences (1961), der American Philosophical Society (1980), der New York Academy of Sciences, der National Academy of Sciences (wo er ein Komitee für Menschenrechte gründete), der London Mathematical Society und der Finnischen Akademie der Wissenschaften. 1963 bis 1965 war er Vizepräsident und 1975 bis 1977 Präsident der American Mathematical Society (AMS). 1974 erhielt er den Leroy P. Steele Prize der American Mathematical Society. 1958 war er Invited Speaker auf dem Internationalen Mathematikerkongress in Edinburgh (Spaces of Riemann surfaces).
Zu seinen Doktoranden zählen Bernard Maskit, Irwin Kra, Linda Keen, Frederick Gardiner, Raymond Wells, Martin Schechter, Enrico Arbarello, Murray H. Protter.

## Schriften
- Bers „Selected Works“, 2 Bände (Herausgeber Kra, Maskit), AMS 1998
- Bers „Finite dimensional Teichmüller spaces and generalizations“, Bulletin AMS, New Series, Band 5, 1981, S. 131–172.
- Bers „Uniformization, moduli and Kleinian groups“, Bulletin London Mathematical Society, Band 4, 1972, S. 257–300.
- Bers, Fritz John, Martin Schechter „Partial Differential Equations“, Interscience 1964
- Bers u. a. „A crash course in Kleinian Groups“, Springer 1974
- Bers „Introduction to several complex variables“, Courant Institute 1964
- Bers „Riemann Surfaces“, Courant Institute 1958